# パラゼニサウルス
パラゼニサウルス(Paraxenisaurus)はメキシコ・コアウイラ州の後期白亜紀カンパニアン期の地層から発見された獣脚類恐竜の属の一つである。二足歩行の植物食動物と考えられる。
数頭分のオルニトミモサウリアの体骨格が上部白亜系のセロ・デル・プエブロ層から発見され、それらに基づき2020年4月24日にクラウディア・セラーノ=ベラニャスらによって新属新種パラゼニサウルスが記載された。この新属は以下の固有派生形質をもつ。第1末節骨の遠位に深い溝および近位に深く凹んだ楕円形の関節面。強く湾曲し横方向に圧縮された第1手根骨の関節。近位の関節端が拡大した第3中手骨の関節。前方尾椎にほぼ垂直な関節面をもつ。背側と腹側に低い前方関節突起をもつ。後方尾椎が腹側に垂直に伸びる神経突起。第3中足骨の近位端が拡張されており卵形の輪郭をもつ。非アークトメタターサルの中足骨。第2中足骨の遠位四分の一の後面にある第1趾の関節面の存在。第2中足骨の拡張した内側の瘤。半球状の関節表面を有する第3中足骨の横方向に広い遠位端。広く腹側に湾曲する特徴的な中足骨。指にそうように近位背突起の位置が唇状に変化する。中足骨の内側に丸みを帯びた大きな孔があり、強く発達した尾根状の屈筋結節を取り囲む腹側の深い窩がある。以上のような特徴の組み合わせにより、パラゼニサウルスは、これまでに北米や他の地域で報告されている他のオルニトミモサウリアとは区別されている。系統解析の結果、オルニトミモサウリア内においてパラゼニサウルスは、ガルディミムス、デイノケイルスと共にデイノケイルス科の動物と同定された。 つまりパラゼニサウルスの発見は、北アメリカにおけるデイノケイルス科の最初の記録ということになる。